# 戸田公明
戸田 公明（とだ きみあき、1949年（昭和24年）5月7日 - ）は、日本の政治家。岩手県大船渡市長（3期）を務めた。

## 概要
岩手県三陸町（現：大船渡市）吉浜生まれ。大船渡市立盛小学校、大船渡市立第一中学校、岩手県立盛岡第一高等学校、東北大学工学部建築学科卒業。1972年、清水建設に入社。1986年、社命によりアメリカ合衆国のハーバード大学に留学。また、社命により上海営業所長や北京駐在員事務所長、香港営業所長等を務め、2006年9月に同社を退社した。同年の大船渡市長選に立候補したが、落選。2007年1月、医療法人勝久会の専務理事に就任し、2010年9月まで務めた。
2010年11月21日投開票の大船渡市長選挙に公明党の推薦を受けて出馬。自由民主党・たちあがれ日本両党の推薦を受けた候補らを破り、初当選した。
在任中の2011年3月11日に、東日本大震災が発生したことを受け、10年間の市復興計画を策定し、復興事業を指揮した。2014年、自民・民主・公明3党の推薦を得て出馬し、再選した。
2018年の市長選は国民民主党の推薦を受けて立候補。自民党大船渡市支部の支援を受けた元参議院議員の藤原良信との一騎打ちを制し、3選。
2022年8月11日、自身の任期満了に伴う11月の市長選に立候補しない意向を表明。後継候補の擁立については否定した。12月2日、任期満了に伴い退任。